# Los Angeles Metro Rail

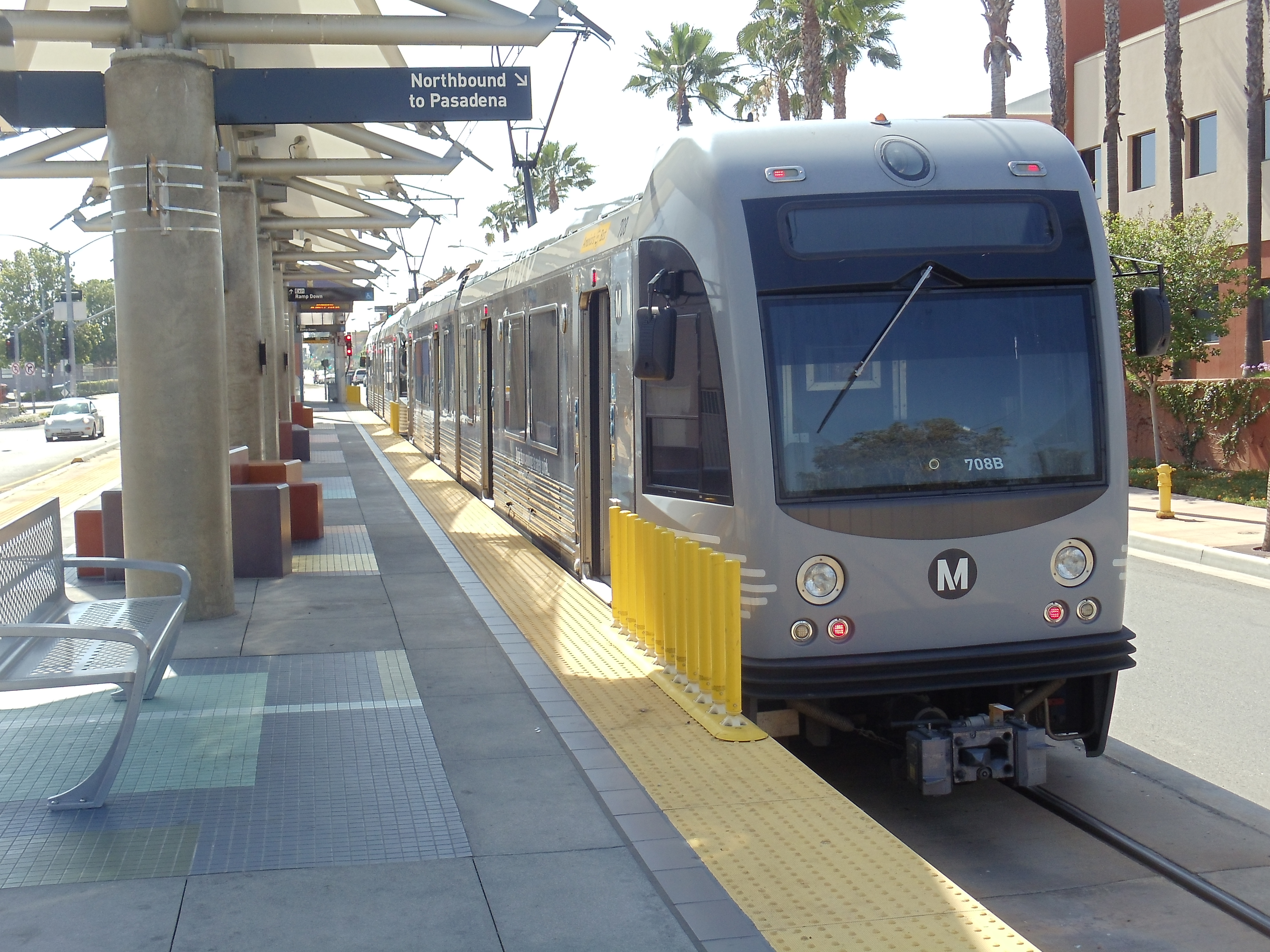
Zug der „Gold Line“ (Linie L) in der Station Atlantik in East Los Angeles

Als Los Angeles Metro Rail bezeichnet man das U-Bahn- und Stadtbahn-Netz des Los Angeles County. Es wird von der Los Angeles County Metropolitan Transportation Authority (Vermarktung als „Metro“) betrieben und besteht aus sechs Linien, von denen zwei Linien Voll-U-Bahnen (Heavy rail) und die anderen vier Linien Stadtbahnstrecken (Light rail) sind.
Nach den jüngsten Statistiken von Januar 2017 wird das System werktäglich durchschnittlich von ca. 363.000 Menschen (noch 372.000 Menschen im Oktober 2013) benutzt. Im Vergleich zu europäischen Nahverkehrssystemen in Metropolen vergleichbarer Größe ist dies eher wenig. Demgegenüber ist die Gesamtlänge des Systems mit nur etwa 172,8 km ebenfalls gering. Die Fahrgastzahlen sind jedoch vergleichbar mit dem BART-System in San Francisco, das bei etwa 160 km Streckenlänge etwa 170.000 (Stand Q2 2022) Fahrten täglich abrechnet. Die Wähler von Los Angeles County haben im November 2008 eine zusätzliche Halb-Prozent-Mehrwertsteuer zugunsten des Nahverkehrssystems genehmigt.
Da Los Angeles eines der bedeutendsten Weltzentren für Kino- und Fernsehfilmproduktionen ist, sind die Stationen und Züge des Systems oft Schauplatz von Szenen bekannter Filme, wie z. B. Collateral, Speed und The Italian Job.

## Geschichte

Ehemaliges Netz der Red cars der Pacific Electric Railway

Zu Beginn des 20. Jahrhunderts besaß Los Angeles eines der längsten Straßenbahnnetze der Welt. Die beiden Betreiber dieses Netzes waren die Pacific Electric Railway und die Los Angeles Railway. Die Red Cars der Pacific Electric Railway verbanden bereits zu dieser Zeit die Städte, die noch heute zum gesamten Großraum von Los Angeles gehören. Die Yellow Cars der Los Angeles Railway versorgten dagegen mit einem dichten Netz von Linien die heutige Innenstadt von Los Angeles sowie die inneren Vororte. Früher als in den meisten anderen Städten dominierte jedoch in Los Angeles das Automobil den Verkehr und auch die Verkehrs- und Stadtplanung. So begann man bereits in den 1930er Jahren, eine Straßenbahnlinie nach der anderen stillzulegen und durch Busse zu ersetzen. Im Jahr 1963 wurden schließlich die letzten Straßenbahnlinien aufgegeben. Neben anderen Städten war hierbei auch Los Angeles in den großen amerikanischen Straßenbahn-Skandal verwickelt.
Gut 20 Jahre später erkannte man, dass der Zustand der automobilen Stadt nicht besonders zukunftsorientiert sei, und begann mit der Planung des heutigen Netzes. Beim Bau der neuen Strecken musste auf die besondere Problematik der Erdbeben in Los Angeles eingegangen werden. Deswegen und auch wegen des Umstandes, dass der Großraum Los Angeles heute wesentlich dichter besiedelt ist als vor über hundert Jahren, ist der Aufbau eines neuen Stadtbahnnetzes heute sehr viel teurer und langwieriger als beim Bau desjenigen Netzes, das stillgelegt wurde.

## Liniennetz

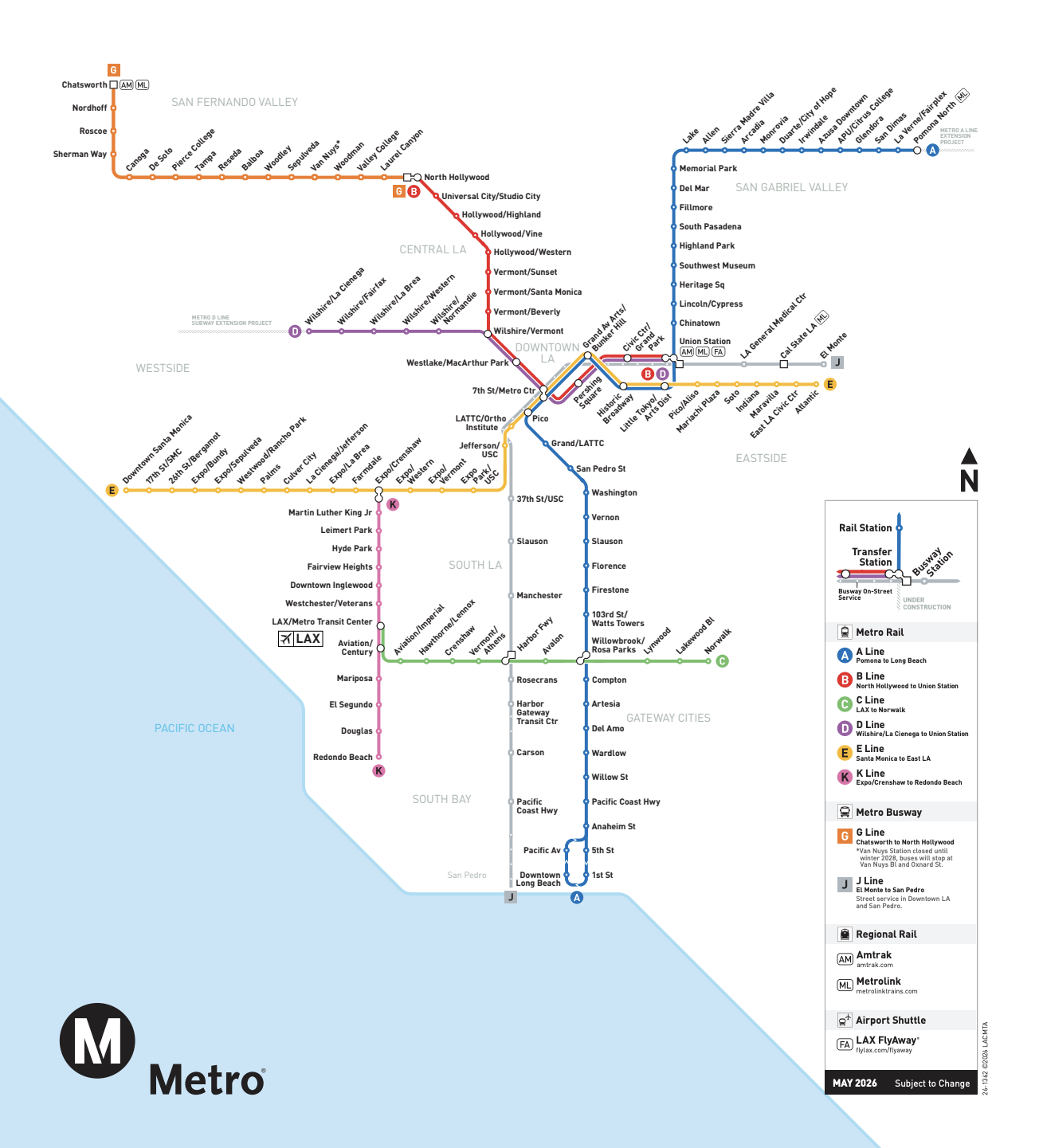
Karte der Los Angeles Metro Stand Juni 2025

### Übersicht
Das Schienennetz der Los Angeles Metro besteht aus zwei getrennten Systemen: Das Stadtbahnnetz („Light rail“), dessen Strecken größtenteils an der Oberfläche verlaufen, teilweise Bahnübergänge besitzen und dessen Züge den Fahrstrom aus einer Oberleitung beziehen, und das Untergrundbahnnetz („Heavy rail“), das ausschließlich in Tunneln verläuft und mit einer Stromschiene betrieben wird. Beide Systeme erstrecken sich zurzeit über eine Länge von zusammen 158,5 km, davon 28 km im Tunnel.
Die Anzahl der Haltestellen beträgt 105, davon 19 auf den Tunnel-Strecken.
Zu zentralen Umsteigeknoten haben sich bislang die Stationen Union Station und 7th St / Metro Center entwickelt.
Union Station dient als Endstation der Linien B und D sowie als Durchgangsstation der Linie A. Außerdem besteht dort die Möglichkeit, in die Metrolink- und die Amtrak-Züge umzusteigen.
7th St / Metro Center, umgangssprachlich zu „Seventh and Metro“ abgekürzt, befindet sich in Downtown Los Angeles südlich vom Pershing Square und dient als Durchgangsstation der Linien A und E, B und D.
Zum System der Metro Los Angeles werden außerdem zwei Bus-Rapid-Transit-Linien gezählt: Die 22,5 km lange Linie G und die 61 km lange Linie J.
| Linie | Kennfarbe & ehemaliger Name | Verkehrsmittel    | Linienweg | Stationen | Eröffnung                          |
| ----- | --------------------------- | ----------------- | --- | --------- | ---------------------------------- |
| A     | Blue Line                   | Stadtbahn         | APU/Citrus College – Monrovia – Sierra Madre Villa – Pasadena Memorial Park – South Pasadena – Highland Park – Union Station –7th Street/Metro Center – Pico – Florence – Willowbrook & Rosa Parks – Downtown Long Beach | 44        | 1990, 1991, 2023                   |
| B     | Red Line                    | U-Bahn            | Union Station – Civic Center/Grand Park – 7th Street/Metro Center – Wilshire/Vermont – Vermont/Sunset – Hollywood/Vine – Universal City/Studio City – North Hollywood                                                    | 14        | 1993, 1999, 2000                   |
| C     | Green Line                  | Stadtbahn         | Norwalk – Long Beach Boulevard – Willowbrook & Rosa Parks – Harbor Freeway – Crenshaw – Aviation/Century – LAX/Metro TC                                                                                                  | 12        | 1995, 2025                         |
| D     | Purple Line                 | U-Bahn            | Union Station – Civic Center/Grand Park – 7th Street/Metro Center – Wilshire/Vermont – Wilshire/Western | 5         | 1993, 1996                         |
| E     | Expo Line                   | Stadtbahn         | Atlantic – East LA/Civic Center – Soto – 7th Street/Metro Center – Pico – LATTC/Ortho Institute – Expo/Crenshaw – Culver City – Downtown Santa Monica                                                                    | 29        | 1990, 2003, 2009, 2012, 2016, 2023 |
| G     | Orange Line                 | Bus Rapid Transit | North Hollywood – Chatsworth | 17        | 2005, 2006, 2012                   |
| J     | Silver Line                 | Bus Rapid Transit | 7th Street/Metro Center – Pico – LATTC/Ortho Institute – Expo/Crenshaw – Culver City – Downtown Santa Monica | 11+       | 2009                               |
| K     | Crenshaw Line               | Stadtbahn         | Expo/Crenshaw – Leimert Park – Hyde Park – Fairview Heights – Downtown Inglewood – Westchester/Veterans – LAX/Metro TC – Aviation/Century – Redondo Beach                                                                | 13        | 2022, 2024, 2025                   |

2015 erstmals geplant beschloss Metro am 15. November 2018 die bisherigen, hauptsächlich auf Farbnamen basierenden Liniennamen abzuschaffen. Seit den Jahren 2019 und 2020 werden stattdessen Buchstaben benutzt, wobei die Kennfarben weiterbenutzt werden.

### U-Bahn

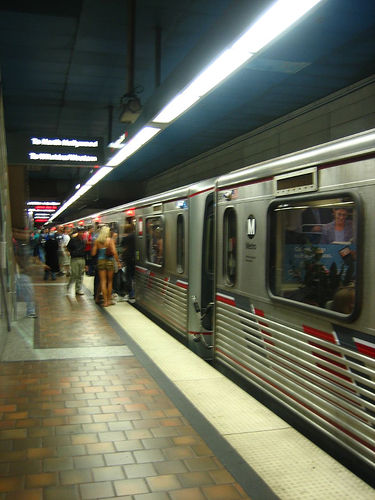
Bahnhof 7th Street / Metro Center der Linien B und D

- Die Linie B (auch rote Linie bzw. „Red Line“) führt von der Union Station nach North Hollywood. Vom Stadtzentrum ausgehend verläuft die gesamte Strecke unterirdisch in Richtung Nordwesten. Der erste Abschnitt zwischen der Union Station und der Station Westlake / MacArthur Park wurde 1993 eröffnet. Am darauf folgenden U-Bahnhof Wilshire / Vermont, der zusammen mit dem Mid-Wilshire-Streckenast (heute Linie D) im Jahr 1996 eröffnet wurde, zweigt die Linie B nach Norden ab, um dem Verlauf von Vermont Avenue und Hollywood Boulevard zu folgen. Diese Erweiterung wurde im Jahr 1999 fertiggestellt, der vorläufige Endpunkt war die Station Hollywood / Highland. Im Jahr 2000 wurde die Strecke dann noch um die Stationen Universal City und North Hollywood erweitert. Letztere ist der derzeitige Endpunkt der Linie B, es besteht Anschluss an die Linie G. Zurzeit wird die Linie B an Wochentagen durchschnittlich von ca. 150.000 Fahrgästen genutzt. Von den derzeitigen Linien der Metro Los Angeles hat sie damit die größte Anzahl an Fahrgästen. Auf der Linie B, wie auch auf der Linie D kommen aus jeweils sechs Einheiten bestehende Triebwagen des italienischen Herstellers AnsaldoBreda zum Einsatz.

- Die Linie D (auch violette Linie bzw. „Purple Line“) führt von der Union Station nach Mid-Wilshire. Es handelt sich dabei ebenfalls um eine Voll-U-Bahn-Linie, die vom Stadtzentrum ausgehend in westliche Richtung verläuft. 1993 wurde der erste Streckenteil zwischen der Union Station und Westlake / MacArthur Park als Teil der Red Line eröffnet, drei Jahre später wurde diese dann bis nach Mid-Wilshire zur Station Wilshire / Western verlängert. 1999 erhielt die Red Line einen zweiten Streckenast nach Norden, weshalb die Linie fortan zwei Endpunkte auf nordwestlicher Seite hatte. 2006 entschloss man sich den kleineren Teil der Red Line als eigenständige Purple Line zu führen, da die Strecke unter dem Wilshire Boulevard zukünftig in Richtung Beverly Hills verlängert werden soll. Heute werden die Stationen zwischen Union Station und der Gabelung der alten Strecke sowohl von der Linie D als auch von der Linie B bedient. Seit 2014 wird an der Verlängerung der Strecke bis nach Westwood gebaut.

### Stadtbahn

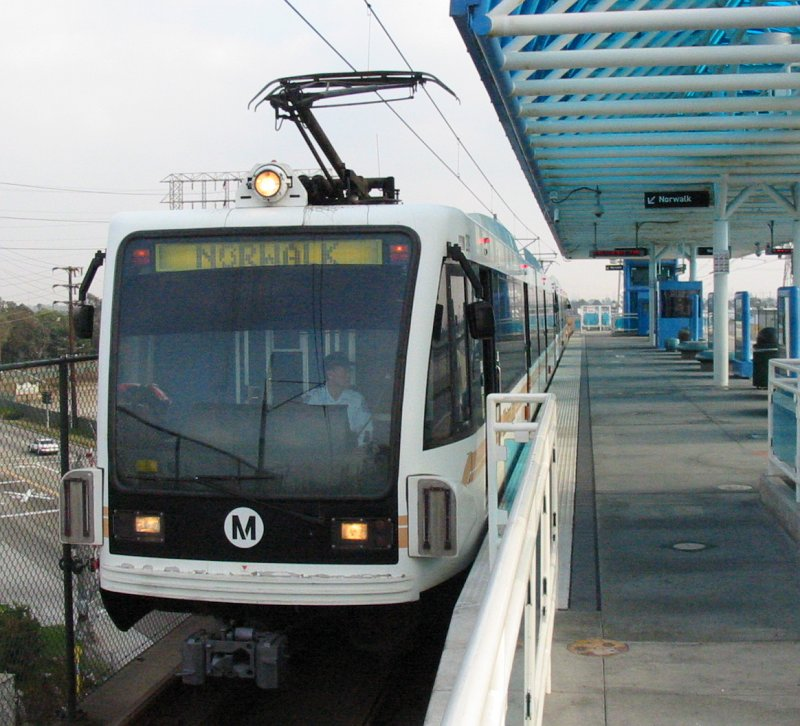
Moderner Siemens-Zug auf der Linie C an der westlichen Endhaltestelle Redondo Beach

#### Linie A
Die Linie A (bis 2020 blaue Linie bzw. „Blue Line“) führt vom Metro Center in Downtown Los Angeles nach Long Beach. Sie wurde 1990 als erste moderne Stadtbahnlinie von Los Angeles eröffnet. Seit der Schließung der letzten Straßenbahnlinie hatte Los Angeles somit 27 Jahre lang keinen schienengebundenen öffentlichen Nahverkehr. Die Strecke verläuft von der zentralen Tunnel-Station 7th Street / Metro Center (mit Umsteigemöglichkeit zu den Linien B und D) in Richtung Süden. Zwischen Metro Center und Pico kommt die Linie A an die Oberfläche, wo sie bis Long Beach bleibt. Im Bahnhof Imperial / Wilmington kreuzt sie die Linie C. Hinter der Haltestelle Anaheim teilt sich die Strecke. Die von Downtown Los Angeles kommenden Züge fahren die letzten vier Stationen in einer großen Schleife, um vom Terminus Pacific aus direkt zurück nach Anaheim zu fahren. Auf der Linie A kommen in Japan (Nippon Sharyo) und Deutschland (Siemens) gefertigte Züge zum Einsatz, die eine Mischung aus Straßen- und Stadtbahnwagen sind. Am 16. Juni 2023 wurde die Strecke nach der Eröffnung des Regional Connectors von der Innenstadt aus nach Azusa verlängert.

#### Linie C
Die Linie C (bis 2020 grüne Linie bzw. „Green Line“) führt von Norwalk nach Redondo Beach. Sie wurde im Jahr 1995 in Betrieb genommen und verläuft größtenteils oberirdisch im Mittelstreifen des Century Freeway. An der mehrfach umbenannten Station Aviation/Century (zeitweise 96th Street / Aviation bzw. Aviation/LAX) besteht Busanschluss zum etwa 3,5 km entfernten Los Angeles International Airport, bei Imperial / Wilmington kreuzt sie die Linie A. Seit 2000 kommen vorwiegend von Siemens gefertigte Züge zum Einsatz, zuvor auch in Japan hergestellte Fahrzeuge, die heute größtenteils auf der Linie A unterwegs sind.
Seit dem 3. November 2024 wird der Streckenabschnitt von Aviation/Century bis Redondo Beach durch die Linie K anstelle der Linie C befahren. Am 6. Juni 2025 wurde die Linie C um 450 Meter von Aviation/Century bis LAX/Metro TC verlängert. Dieser Abschnitt wird gemeinsam mit der Linie K bedient.

#### Linie E
Die Linie E (auch „Expo Line“) verbindet die Innenstadt mit der Pazifikküste bei Santa Monica. Sie ist die vierte Linie der Los Angeles Metro. Am 28. April 2012 ging der erste ca. 12 Kilometer lange Abschnitt zwischen den Haltestellen 7th Street / Metro Center und La Cienaga in Betrieb. Die Strecke zweigt hinter der Station Pico vom gemeinsam mit der Linie A benutzten Gleis ab und führt von dort an an der Oberfläche und in etwa parallel zur nördlicher liegenden Linie D. Am 20. Juni 2012 wurden zwei weitere Stationen zur vorläufigen Endstation des ersten Bauabschnittes Culver City Street eröffnet. Mit dem zweiten Bauabschnitt wurde die Linie E am 20. Mai 2016 von dort nach Santa Monica verlängert. Dieser befand sich seit September 2011 in Bau. Nach der Eröffnung des Regional Connectors wurde die Linie am 16. Juni von der Innenstadt aus weiter nach East Los Angeles verlängert, dabei wurde auch die Linienfarbe von hellblau auf gelb geändert.

#### Linie K
Der erste Abschnitt der Linie K (auch Crenshaw/LAX Line) wurde am 7. Oktober 2022 eröffnet und verbindet die Station Expo/Crenshaw, wo Anschluss an die Linie E besteht, mit der Station Westchester/Veterans wenige Kilometer nördlich des Los Angeles International Airports. Ab dem 3. November 2024 wurde der zuvor von der Linie C bediente Streckenabschnitt von Aviation/Century bis Redondo Beach von einer ebenfalls als Linie K bezeichneten Linie bedient. Am 6. Juni 2025 erfolgte die Inbetriebnahme des 1,9 Kilometer langen Streckenabschnitts Westchester/Veterans – Aviation/Century, über welchen die beiden Linien K zu einer Linie vereinigt wurden.
Auf dem jüngsten Abschnitt zwischen Westerchester/Veterans und Aviation/Century liegt eine Zwischenstation, LAX/Metro Transit Center. Dort soll voraussichtlich ab Anfang 2026 der Umstieg zum Airport Metro Connector, dem neu errichteten Peoplemover zum Los Angeles International Airport, möglich sein.

#### Ehemalige Linien

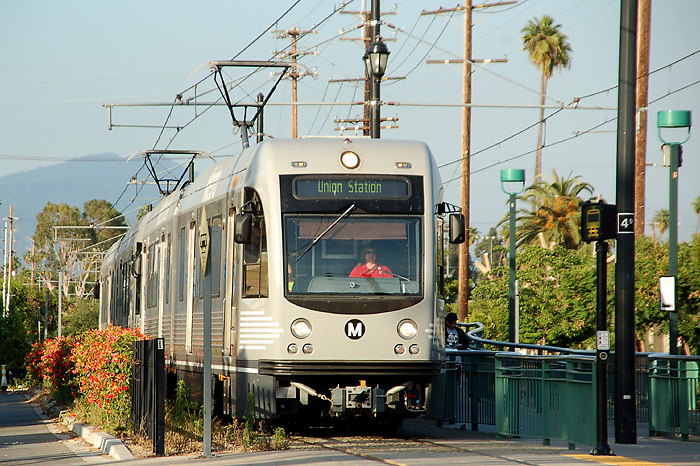
Breda-Zug der Linie L in Highland Park

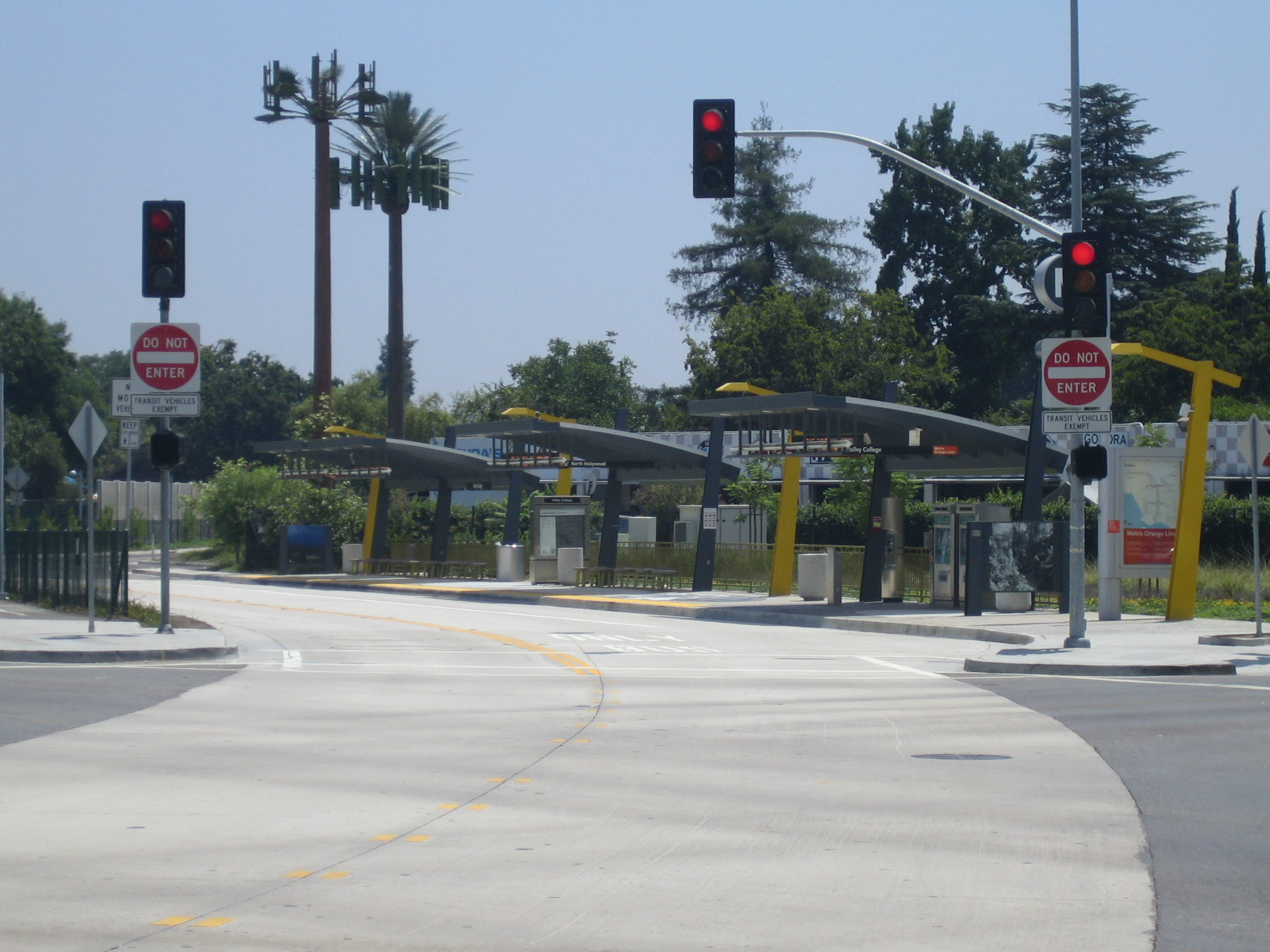
Station Valley College der Linie G im Vorort Valley Glen im San Fernando Valley

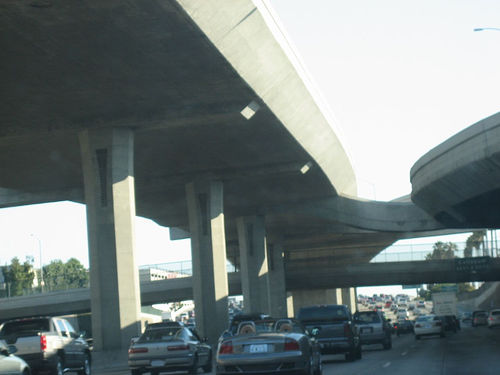
Der Harbor Transitway vom Harbor Freeway aus gesehen

- Die Linie L (bis 2020 auch goldene Linie bzw. „Gold Line“) ist eine ehemalige Linie, die von East Los Angeles über Union Station und Pasadena nach Azusa führte. Sie war die dritte Stadtbahnstrecke der Los Angeles Metro. Der erste Bauabschnitt vom Stadtzentrum ins nordöstlich gelegene Pasadena wurde im Juli 2003 in Betrieb genommen. Die Endhaltestelle war bis zum 5. März 2016 Sierra Madre Villa im Stadtgebiet von Pasadena. Im Südosten wurde im November 2009 eine Verlängerung um acht Haltestellen (davon zwei im Tunnel) ausgehend von der Union Station nach East Los Angeles fertig gestellt. Der Endpunkt hier war die Station Atlantic. Am 5. März 2016 wurde die Linie um 11,5 Meilen (etwa 18,5 km) und sechs Stationen von Pasadena nach Downtown Azusa verlängert. Die Bauarbeiten für diesen Abschnitt begannen am 26. Juni 2010. Außerdem wird die Linie derzeit von Azusa aus in östlicher Richtung nach Montclair (Montclair (Kalifornien)) erweitert.[13][14] Darüber hinaus wurde von Lokalpolitikern auch eine weitere Verlängerung ins benachbarte San Bernardino County zum Flughafen Los Angeles-Ontario ins Spiel gebracht. Sollten die Erweiterungen nach Montclair in östlicher Richtung realisiert werden, wäre die Linie L mit einer Länge von 51 Meilen (80 Kilometer) die längste Stadtbahnlinie der USA gewesen. Auf der Linie L kamen sowohl von Siemens in Deutschland gefertigte Stadtbahnfahrzeuge (P2000), als auch Stadtbahnwagen von AnsaldoBreda (Breda P2550) zum Einsatz. Nach der Eröffnung des Regional Connectors am 16. Juni 2023 wurde die Linie auf dem nördlichen Abschnitt nach Azusa durch die Linie A und auf den südlichen Abschnitt in Richtung East Los Angeles durch die Linie E ersetzt.

### Metro Busway
- Die Linie G (auch orange Linie bzw. „Orange Line“) ist eine besondere Schnellbuslinie, die ebenfalls unter dem Dach der Los Angeles County Metro Rail fährt. Sie wird von dieser als „light rail on rubber tires“ (Stadtbahn auf Gummireifen) beworben. Es handelt sich dabei um eine mit 18 Metern langen Gelenkbussen betriebene Bus-Rapid-Transit-Linie, die auf besonderen Fahrstreifen und eigener Vorfahrt zwischen North Hollywood, der derzeitigen Endhaltestelle der Linie B und Warner Center im Vorort Woodland Hills verkehrt. Zu dem Charakter als Schnellbuslinie trägt auch die Tatsache bei, dass die einzelnen Haltestellen ca. eine Meile voneinander entfernt liegen. Die Haltestellen sind mit Park-and-ride-Parkplätzen ausgestattet. Die Linie G wird ebenfalls wie eine Bahnlinie betrieben, insofern als man die Fahrkarte vor dem Einsteigen kaufen muss.

Die Eröffnung der 22,5 km langen Linie war am 29. Oktober 2005. Im Oktober 2008 wurden in den Bussen der Linie G täglich über 25.000 Passagiere gezählt, so dass es zu manchen Zeiten bereits schwerfällt, einen Platz zu erhalten. Aus diesem Grund wird seit einiger Zeit die Einführung von 20-Meter-Bussen getestet. Am 30. Juni 2012 wurde die 6 km lange Verlängerung zur Amtrak-Station in Chatsworth in Betrieb genommen.
- Die 2009 eingerichtete Linie J (auch silberne Linie bzw. „Silver Line“) verkehrt zwischen den Stationen El Monte und Artesia Transit Center im südlichen Vorort San Pedro. Dabei hat sie von El Monte bis zur Union Station sowie von Figueroa/Adams bis zum Artesia Transit Center eigene Fahrspuren zur Verfügung, den sogenannten El Monte Busway bzw. Harbor Freeway Transitway.

## Fahrzeuge

### U-Bahn-Fahrzeuge
Die U-Bahn-Linien (Linien B und D) verkehren mit 75 Fuß (22,86 m) langen Elektrotriebzügen, die über eine Stromschiene mit Energie versorgt werden. Diese Züge verkehren üblicherweise mit 6 Wagen. Die ersten Fahrzeuge gehören zum Typ A650 und wurden von Breda in Italien gebaut. Sie werden seit 2021 durch Fahrzeuge des Typs HR4000 ersetzt.
64 Fahrzeuge dieses Typs wurden im März 2017 für 647 Millionen US-Dollar beim chinesischen Hersteller CRRC bestellt, mit Optionen für weitere 282 Fahrzeuge. Diese sollten 2020 und 2021 geliefert werden. Der Fahrgasteinsatz begann Ende 2024. Die Option wurde bislang nicht ausgeübt.
Im Februar 2024 hat Hyundai Rotem einen Auftrag über die Lieferung von 182 Wagen der neuen Baureihe HR5000 erhalten. Hyundai Rotem konnte sich gegen Stadler Rail durchsetzen. Je zwei Wagen sind zu Doppeltriebwagen gekuppelt, die Platz für 245 Fahrgäste bieten. Erstmalig besteht ein Fahrgastübergang zwischen den beiden Wagen. Die Auslieferung soll bis zu den Olympischen Spielen 2028 in Los Angeles erfolgen. Es besteht eine Option auf weitere 50 Fahrzeuge.
Im August 2024 wurde ein Konsortium aus Stadler Rail und Siemens Mobility mit der Lieferung von fahrerlosen Fahrzeugen für den Sepulveda Transit Corridor und der Einrichtung der erforderlichen Zugsteuerungstechnik beauftragt, wobei der Auftrag umgesetzt werden soll, falls für den Bau der Strecke die Variante 4 oder 5 beschlossen wird. Falls der Sepulveda Transit Corridor als Einschienenbahn realisiert wird, sind Züge des Typs Skyrail des Herstellers BYD vorgesehen.
| Hersteller       | Typ    | Bild | Herstellungsjahr | Betriebsjahre | Fahrzeugnummern | Anzahl            | Linien | Betriebshof |
| ---------------- | ------ | ---- | ---------------- | ------------- | --------------- | ----------------- | ------ | ----------- |
| Breda            | A650   |      | 1991–1992        | 1993–         | 501–530         | 30                | B, D   | 20          |
| Breda            | A650   |      | 1996–2000        | 1997–         | 531–604         | 42                | B, D   | 20          |
| CRRC Corporation | HR4000 |      | 2020–2021        | 2023–         | 4001–4064       | 64 (282 Optionen) | B, D   | 20          |
| Hyundai Rotem    | HR5000 |      | -2028            |               |                 | 182 (50 Optionen) | B, D   |             |

### Stadtbahn-Fahrzeuge
Die Stadtbahnlinien (Linien A, C, E und K) nutzen 87 Fuß (26,52 m) lange Gelenktriebwagen, die über eine Oberleitung versorgt werden. Metro Rail setzt verschiedene Typen der Stadtbahnwagen ein.
| Hersteller    | Typ   | Bild | Herstellungsjahr | Betriebsjahre | Fahrzeugnummern | Anzahl | Linien     | Betriebshof          | Bemerkung |
| ------------- | ----- | ---- | ---------------- | ------------- | --------------- | ------ | ---------- | -------------------- | --- |
| Nippon Sharyo | P865  |      | 1989–1990        | 1990–         | 100–153         | 54     | A, E       | 11                   | Wagen 109 ist silberfarben. Dieser Wagen und der Wagen 148 wurden für das Jubiläum der Pacific Electric Railway rot lackiert. Seit 2013 ist Wagen 148 in einer neuen gelb-grauen Lackierung in Betrieb. |
| Nippon Sharyo | P2020 |      | 1994–1995        | 1995–         | 154–168         | 15     | A, E       | 11 (früher 22)       | Die Reihe P2020 wurden ursprünglich für die Linie C gekauft. Sie sind fast identisch mit der Reihe P865. Seit 2000 fahren diese Züge auf den Linien A und E.                                            |
| Siemens       | P2000 |      | 1996–1999        | 1996–         | 200–226         | 27     | C          | 22                   | |
| Siemens       | P2000 |      | 1996–1999        | 1996–         | 227–250         | 24     | A, E       | 11 (früher 21)       | 6 |
| Siemens       | P2000 |      | 1996–1999        | 1996–         | 301–302         | 2      | A, E       | 11                   | Ursprünglich sollte diese Reihe auf der Linie C fahren. Sie können vollautomatisch fahren, was jedoch nur auf Linie C möglich wäre.                                                                     |
| AnsaldoBreda  | P2550 |      | 2006–2011        | 2007–         | 701–750         | 50     | A          | 21                   | Seit 2010 sind die Wagen 701, 704–731, 736, und 737 in Betrieb. |
| Kinkisharyo   | P3010 |      | 2014–2017        | 2014–         | 1001–1235       | 235    | A, C, E, K | 11/14, 21/24, 22/tba | Wagen 243 wurde 2007 bei einem Unfall auf der Gold Line (L) beschädigt und wurde nach einer Rekonstruktion auf der Green Line (C) eingesetzt.                                                           |

## Ausbau

Zukünftige Streckenabschnitte

### Regional Connector
Mit dem Projekt Regional Connector entstand eine weitere Strecke durch Downtown Los Angeles. Durch diese 1,9 Meilen lange Tunnelstrecke entlang der 2nd Street wurde die frühere Linie L (ab der Station Little Tokyo / Arts District) mit der Station 7th St / Metro Center der früheren Linien A und E verbunden.
Die Strecke wird von den Linien A und E befahren. Die Linie E aus Santa Monica wird entlang der südlichen Strecke der Linie L nach East Los Angeles geführt. Im Gegenzug übernimmt die Linie A aus Long Beach den nördlichen Teil der Linie L nach Azusa. Auf diese Weise wurde die Linie L überflüssig. Ihre ehemalige Kennfarbe Goldgelb wird von der Linie E weiter verwendet, deren frühere Kennfarbe hellblau/türkis zur besseren Abgrenzung vom Mittelblau der Line A nicht mehr benutzt wird.
Die Strecke hat drei neue Stationen: Little Tokyo/Arts District (unterirdischer Neubau), Historic Broadway und Grand Av Arts/Bunker Hill. Der geschätzte Kostenrahmen belief sich auf 1,4 Mrd. Dollar. Die Eröffnung war für 2020 geplant, wurde aber wegen Bauverzögerungen verschoben. Am 16. Juni 2023 wurde die Strecke eröffnet.

### Airport Metro Connector
Der Airport Metro Connector ist ein derzeit im Bau befindlicher Peoplemover vom Typ Innovia APM 300 von Alstom, welcher die Station LAX/Metro Transit Center der Linie K mit dem Los Angeles International Airport verbinden wird. Es sind insgesamt sechs Stationen auf 3,62 Kilometern Länge geplant. Im Oktober 2024 ging der Flughafenbetreiber von einer Betriebsaufnahme im Januar 2026 aus.

### Purple Line Westside
Die Linie D soll in drei Etappen weiter nach Westen verlängert werden. Die 6,3 km lange erste Etappe von der bisherigen Endstelle Wilshire/Western bis Wilshire/La Cienga mit zwei Zwischenhaltestellen soll 2023 eröffnet werden. Die zweite Etappe, 4,2 km lang, führt von dort über Beverly Hills mit einer Zwischenhaltestelle weiter bis Century City/Constellation. Sie soll 2025 eröffnet werden. Die dritte Etappe führt 4,1 km weiter mit ebenfalls einer Zwischenhaltestelle bis Westwood/VA Hospital, Eröffnung 2027.

### Gold Line Foothill Extension
Eine 19,8 km lange Verlängerung der Linie L (nach Eröffnung des Regional Connectors Linie A) von Azusa bis Montclair mit sechs neuen Stationen wird ebenfalls geplant. Der erste Spatenstich erfolgte 2017, die Eröffnung wird für 2026/2027 erwartet.

### West Santa Ana Branch
Der West Santa Ana Branch Transit Corridor soll die einkommensschwache Gebiete im Südosten des Los Angeles County mit dem Stadtzentrum verbinden. Die 31 km lange Strecke führt von Pioneer in Artesia zur Station Slauson an der Linie A und dann weiter nach Norden zur Union Station. Sie bedient die Städte Cerritos, Bellflower, Paramount, Downey, South Gate, Cudahy, Bell, Huntington Park, Vernon und das Siedlungsgebiet Florence-Graham. Im Januar 2022 stimmte die LACMTA dem Bau des 23,8 km langen ersten Teils der Strecke zu, der von Pioneer bis Slauson führt. Die Trasse wird größtenteils auf Straßenniveau geführte, nur 4,1 km werden als Hochbahn ausgeführt. Von den neun Stationen werden drei als Hochbahnstationen ausgehend. Die Strecke soll durch 31 Bahnübergänge gesichert werden. Baubeginn soll 2023 sein, Eröffnung zwischen 2033 und 2035. Es wird mit Baukosten zwischen 4,9 und 5,1 Milliarden US-Dollar gerechnet. In Bellflower soll ein neues Depots auf einem 8,5 Hektar großen Grundstück gebaut werden. Der zweite Abschnitt von Slauson zur Union Station ist noch nicht festgelegt. Anwohner im Stadtteil Little Tokyo wünschen sich eine unterirdische Streckenführung.

### East San Fernando Valley Light Rail Transit Project
Die East San Fernando Valley Light Rail ist eine geplante oberirdische Stadtbahnstrecke mit 14 Stationen, die die Stadt San Fernando mit der Station Van Nuys, wo Anschluss an die Linie G verbinden wird. Für Mitte 2023 ist der Baubeginn des 10,8 Kilometer langen südlichen Abschnittes zwischen Van Nuys und Van Nuys/San Fernando mit 11 Stationen und erwarteten Baukosten zwischen 1,6 Mrd. und 2,0 Mrd. US-$ vorgesehen, während zu einem späteren Zeitpunkt eine Verlängerung um 4 Kilometer und drei Stationen bis Sylmar/San Fernando vorgesehen ist. Die Eröffnung ist zwischen 2028 und 2030 geplant.

### Eastside Transit Corridor Phase 2
Diese Strecke soll zwischen den Stationen Atlantic und Lambert verlaufen und ab 2025 gebaut werden. Die Eröffnung der Strecke, die durch die Linie E bedient werden soll, ist für 2035 vorgesehen.

### Verlängerung der Linie K nach Torrance
Eine Verlängerung der Linie K von der Station Redondo Beach nach Torrance wird geprüft, um eine Alternative zum Freeway I-405 zu bieten. Derzeit findet eine Untersuchung verschiedener Trassenvarianten statt und eine Eröffnung ist zwischen 2030 und 2033 geplant.

### Sepulveda Pass Transit Corridor
Der Sepulveda Pass Transit Corridor ist eine Strecke, die die Station Van Nuys/Metrolink der geplanten Stadtbahnstrecke nach San Fernando, die Station Sepulveda an der BRT-Linie G, die University of California mit Anschluss an der derzeit in Bau befindlichen Verlängerung der U-Bahnlinie D nach Westside sowie die Station Expo/Sepulveda der Stadtbahnlinie E entlang der Interstate I-405 miteinander verbinden soll. Es werden derzeit folgende Varianten untersucht:
- Eine vollständig aufgeständert trassierte Einschienenbahn mit 8 Stationen, wobei zusätzlich zwischen der Station Westwood/VA Hospital, wo eine Umsteigemöglichkeit zur Linie D möglich wäre, und der University of California Elektrobusse eingesetzt werden sollen.
- Eine vollständig aufgeständert trassierte Einschienenbahn mit 8 Stationen, bei der Umsteigemöglichkeiten zur Linie D an der Station Westwood/UCLA vorhanden wären. Bei dieser Variante ist zur Anbindung der University of California ein Peoplemover vorgesehen.
- Eine hauptsächlich aufgeständert trassierte Einschienenbahn mit 9 Stationen, die die Linie D an der Station Westwood/UCLA kreuzen würde und die im Gebiet der University of California, welche direkt bedient werden würde, unterirdisch verlaufen würde.
- Eine U-Bahn mit 8 Stationen, die zwischen den Stationen Ventura Boulevard und Van Nuys/Metrolink aufgeständert und ansonsten unterirdisch verlaufen würde.
- Eine U-Bahn mit 8 Stationen, die bis auf einen kurzen Abschnitt bei Van Nuys/Metrolink vollständig unterirdisch verlaufen würde.
- Eine vollständig unterirdische U-Bahn mit 7 Stationen, die die Linie G in Gegensatz zu den restlichen Varianten an der Station Van Nuys kreuzen würde und bei der bis zur Station Van Nuys/Metrolink ein Parallelverkehr zur geplanten Stadtbahn nach San Fernando geplant wäre.

Die Eröffnung ist zwischen 2033 und 2035 vorgesehen.

### Crenshaw Northern Expansion
Die Crenshaw Northern Expansion ist eine geplante nördliche Verlängerung der Cranshaw-Stadtbahnstrecke von Crenshaw nach Hollywood Bowl, wobei in Wilshire eine Umsteigemöglichkeit zur Linie D und an der Station Hollywood/Highland eine Umsteigemöglichkeit zur Linie B der U-Bahn angedacht ist. Derzeit werden drei verschiedene Trassenvarianten untersucht. Die Eröffnung ist 2047 vorgesehen.

### Verlängerung nach Arts District
Es ist eine Verlängerung der U-Bahnlinien B und D von der Union Station nach Arts District/6th Street geplant. Aktuell ist kein Datum für den Baubeginn oder der Eröffnung geplant.

### Vermont Transit Corridor
Der Vermont Transit Corridor ist eine geplante 20,1 Kilometer lange Strecke zwischen Vermont/Sunset und Vermont/120th St., welche bis 2028 als BRT-Strecke realisiert werden soll und bis 2067 zur U-Bahn umgerüstet werden soll. Die Strecke soll zwischen Vermont/Sunset und Wilshire/Vermont parallel zur U-Bahnlinie B verlaufen, wobei bei Wilshire/Vermont zusätzlich ein Anschluss zur U-Bahnlinie D vorgesehen ist. An der Station Expo/Vermont sind Umsteigemöglichkeiten zur Stadtbahnlinie E sowie an der Station Vermont-Athens zur Stadtbahnlinie C vorgesehen.

### Umrüstung der Linie G auf Stadtbahnbetrieb
Es ist die Umrüstung der BRT-Linie G auf Stadtbahnbetrieb geplant. Aufgrund fehlender finanzieller Mittel wäre die Umstellung nicht vor 2051 möglich und der Stadtbahnbetrieb könnte frühestens 2057 aufgenommen werden.

### Lincoln Boulevard Transit Corridor
Der Lincoln Boulevard Transit Corridor ist eine geplante Verbindung zwischen der Station LAX/Metro Transit Center und Santa Monica. Die Strecke könnte bei einer Realisierung als BRT 2047 eröffnet werden, während das Eröffnungsdatum bei einer Realisierung als Stadtbahn unbekannt ist.

### Weitere Verkehrsprojekte
Im langfristigen Verkehrsplan von 2009 sind außerdem weitere Linien vorgesehen, die allerdings nicht vorrangig behandelt werden:
- Eine Strecke von Downtown Los Angeles nach Glendale und Burbank
- Eine Verlängerung der Linie B zum Flughafen Burbank
- Eine Verlängerung der Linie C zum Metrolink-Bahnhof Norwalk/Santa Fe Springs
- Eine Strecke zwischen Union Station und Century City
- Eine Strecke zur Anbindung des Hafens von Los Angeles an die Linie A oder C. Alternativ wird dort auch über eine Umstellung der Linie J auf Stadtbahnbetrieb nachgedacht.
- Eine Verlängerung der Linie D nach Santa Monica
- Eine Verbindung von Venice Beach nach Hollywood oder Downtown Los Angeles

## Trivia
Der im Jahr 2013 erschienene B-Movie-Thriller U-Bahn – Nächster Halt: Terror (Originaltitel: Red Line) handelt von einem fiktiven Bombenanschlag auf die Red Line der Los Angeles Metro Rail, in dessen Folge die Überlebenden im U-Bahn-Tunnel verschüttet werden und allmählich entdecken, dass auch der Attentäter unter ihnen ist.